# Anton Flettner
 (octobre 2016).
Si vous disposez d'ouvrages ou d'articles de référence ou si vous connaissez des sites web de qualité traitant du thème abordé ici, merci de compléter l'article en donnant les références utiles à sa vérifiabilité et en les liant à la section « Notes et références ».
Anton Flettner, né le 1er novembre 1885 à Eddersheim près de Francfort-sur-le-Main et mort le 29 décembre 1961 à New York aux États-Unis, est un  ingénieur allemand, concepteur des hélicoptères du même nom.

## Projets et créations

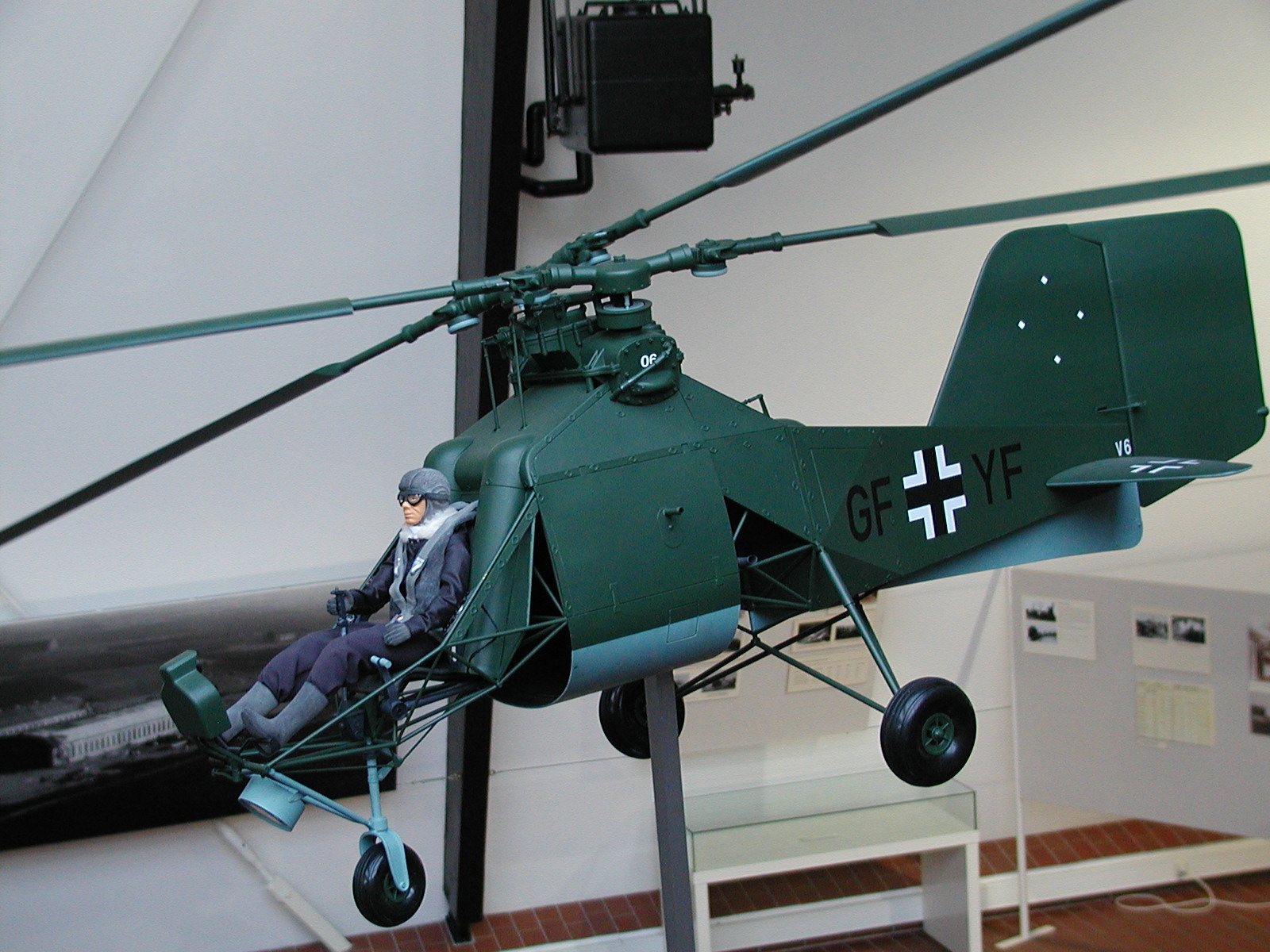
Flettner 282 Kolibri

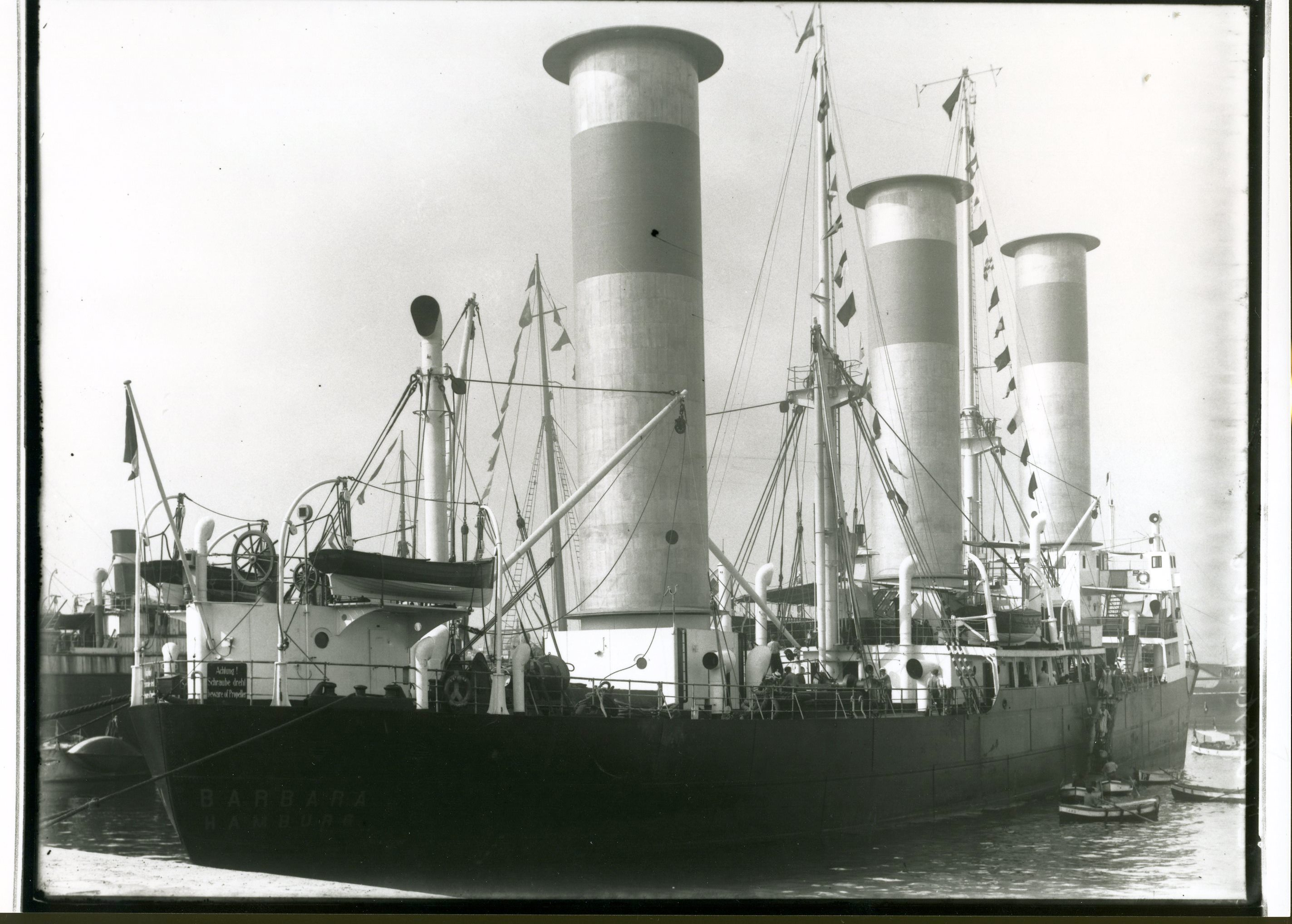
Le bateau à rotor "Barbara"

Anton Flettner développe en 1915 un véhicule de combat télécommandé ainsi qu'un type de compensateur de commande de vol pour avion, le volet Flettner (de). Il adapte plus tard ce système pour la construction navale. 
Son idée la plus célèbre reste cependant le rotor Flettner, qui utilise l'effet Magnus. Ce rotor a été testé au cours des années 1920 sur divers bâtiments, dont le Buckau (de), rebaptisé par la suite Baden-Baden, et le Barbara (de). Divers projets virent le jour plus tard (voir à ce sujet l'article Effet Magnus).
À partir de 1927, Flettner se consacre à l'aéronautique. Jusqu'en 1945, il prend une part prépondérante dans le développement d'hélicoptères destinés à la Marine allemande et au ministère de l'Aviation du Troisième Reich (Reichsluftfahrtministerium).

## Après-guerre
En 1947, Anton Flettner se rend aux États-Unis où il devient conseiller de l' Office of Naval Research (ONR) dont il dirige le département des recherches sur les voilures tournantes. Il est naturalisé américain, et fonde en 1949 la Flettner Aircraft Corporation, dont il est président. Il intègre ensuite la société Kaman Aircraft pour laquelle il développe, entre autres, un successeur de son Flettner Fl 282 Kolibri, commercialisé aujourd'hui sous le nom K-Max, utilisant le principe du double rotor bipale engrenant qui permet de faire l'économie d'un rotor anti-couple. 